# Bennewitz
Bennewitz är en kommun i Landkreis Leipzig i det tyska förbundslandet Sachsen. Bennewitz nämns för första gången i ett dokument från år 1335. Kommunen har cirka 5 100 invånare.

## Administrativ indelning
Bennewitz består av tolv Ortsteile.
| - Bennewitz - Schmölen - Pausitz - Bach | - Rothersdorf - Neuweißenborn - Deuben - Grubnitz | - Nepperwitz - Altenbach - Leulitz - Zeititz |